# Жо (Португалия)
Жо (порт. Jou) — район (фрегезия) в Португалии, входит в округ Вила-Реал. Является составной частью муниципалитета Мурса. По старому административному делению входил в провинцию Траз-уж-Монтиш и Алту-Дору. Входит в экономико-статистический субрегион Алту-Траз-уш-Монтеш, который входит в Северный регион. Население составляет 794 человека на 2001 год. Занимает площадь 37,20 км².
Покровителем района считается Андрей Первозванный (порт. Santo André).